# آلبان هیلز
آلبان هیلز (به ایتالیایی: Colli Albani) یک رشته‌کوه در ایتالیا است که در Metropolitan City of Rome واقع شده‌است. آلبان هیلز ۹۵۶ متر بالاتر از سطح دریا واقع شده‌است.